# Північний перехідний субдіалект каталанської мови

Діалекти каталанської мови

Півні́чний перехідни́й субдіале́кт катала́нської мо́ви (кат. català septentrional de transició) – субдіалект центральнокаталанського діалекту, яким говорять в Автономній області Каталонія південніше від іспансько-французького кордону у кумарках Башя-Сарданья, Ріпульєс, Ґарроча, Алт-Ампурда та Пла-да-л'Астань. Цей субдіалект іноді характеризується також як субдіалект північнокаталанського діалекту.
Від 1659 р. – року підписання Піренейського мирного договору між Іспанією та Францією – зона поширення північного перехідного субдіалекту є відрізаною від власне північнокаталанського діалекту. Саме з цього часу цей субдіалект стає щораз наближенішим до центральнокаталанських говорів та віддаленішим від говорів Північної Каталонії.
Вперше цей субдіалект описав каталонський філолог Алкубе (кат. Alcover) на початку XX ст.

## Морфологія
- Втрата кінцевого -n перед закінченням множини -s у таких словах, як canços — «пісні́» (літературною мовою cançons).
- Присвійні займенники у чоловічому та жіночому роді однини мають одну форму: meu, teu, seu – la meu camisa (літературною мовою la meva camisa).
- Деякі прикметники, що закінчуються на [-w] у чоловічому роді, не додають закінчення -a у жіночому: blau – «синя» (літературною мовою blava).
- Для займенників наш /ваш уживанішими є регіональні форми nostro ['nostru], vostro ['βostru] замість літературних nostre, vostre.

## Граматика
- Деякі дієслова з закінченням -ir у неозначеній формі набувають закінчення -ere або -er (як у французькій мові): fugir → fúger (у кумарці Баш-Ампурда).
- Дієслово ser — «бути» використовується у минулому доконаному часі (кат. perfect) замість дієслова haver: Jo no som fumat ni som begut mai – «Я більше не палив та не пив», літературною мовою No hé mai fumat ni begut. У першій особі однини це дієслово набуває форм som, só, також вживається літературна форма sóc: Sóc vist que passava une persona – «Я бачив, що хтось пройшов».
- У першій особі однини теперішнього часу у дієслів першої дієвідміни замість закінчення -o вживається закінчення -i: jo parlo → jo parli. Ця риса є спільною як у північнокаталанському діалекті, так і у північному перехідному субдіалекті.